# Liste der chinesischen Botschafter in Guinea-Bissau
Die Regierungen der Volksrepublik China und von Guinea-Bissau nahmen am 15. März 1974 diplomatische Beziehungen auf. Die Botschaft befindet sich im Bairro de Penha in Bissau. Am 26. Mai 1990 nahm die Regierung von Francisco Mendes diplomatische Beziehungen mit der Regierung der Republik China auf Taiwan unter dem damaligen Premierminister Hau Pei-tsun auf. Am 31. Mai 1990 beendete die Regierung von Li Peng daraufhin ihre diplomatischen Beziehungen. Am 23. April 1998 nahm die Regierung von Zhu Rongji die diplomatischen Beziehungen wieder auf. 2007 belief sich das bilaterale Handelsvolumen auf 7,45 Mio. USD.
| Ernannt / Akkreditiert | Name           | Hochchinesisch | Bemerkung | ernannt von   | akkreditiert bei     | Posten verlassen |
| ---------------------- | -------------- | -------------- | --- | ------------- | -------------------- | ---------------- |
| Sep. 1974              | Qian Qichen    | 钱其琛         | mit Sitz in Conakry (Guinea). | Dong Biwu     | Francisco Mendes     | Okt. 1975        |
| Feb. 1976              | Jia Huaiji     | 贾怀济         | gleichzeitig in Praia (Kap Verde) akkreditiert, April 1980 – Juli 1985 Botschafter in Accra (Ghana). Ab November 1985 Vizepräsident der chinesisch sowjetische Freundschaftsgesellschaft. | Song Qingling | Francisco Mendes     | Feb. 1979        |
| Apr. 1980              | Liu Yingxian   | 刘英仙         | gleichzeitig in Praia (Kap Verde) akkreditiert, 1974–1979: Botschafter in Libreville (Gabun), 1976–1979: gleichzeitig in São Tomé (São Tomé und Príncipe) akkreditiert.                   | Ye Jianying   | João Bernardo Vieira | Nov. 1983        |
| Feb. 1984              | Hu Jingrui     | 胡景瑞         | 1974–1979: Botschafter in Malabo (Äquatorialguinea) | Li Xiannian   | Victor Saúde Maria   | Mai 1987         |
| Dez. 1987              | Shi Wushan     | 石午山         | | Li Xiannian   | Victor Saúde Maria   | Juni 1990        |
| 1991                   | Fuchang Ku     | 顧富章         | | Hau Pei-tsun  | Francisco Mendes     | Aug. 1995        |
| Aug. 1995              | Zhou Guo-rui   | 周國瑞         | | Lien Chan     | Francisco Mendes     | Juli 1997        |
| Juli 1997              | Weng Ting-long | 翁廷龍         | [ 3 ] | Vincent Siew  | Francisco Mendes     | 23. Apr. 1998    |
| Mai 1998               | Hong Hong      | 洪虹           | | Jiang Zemin   | Francisco Fadul      | Aug. 2001        |
| Sep. 2001              | Gao Kexiang    | 高克祥         | August 2006 – Mai 2010: Botschafter in Lissabon, Juli 2011 Botschafter in Luanda Angola                                                                                                   | Jiang Zemin   | Faustino Imbali      | Dez. 2003        |
| Jan. 2004              | Tian Guangfeng | 田广凤         | | Hu Jintao     | Artur Sanhá          | Feb. 2007        |
| Feb. 2007              | Yan Banghua    | 严邦华         | | Hu Jintao     | Martinho Ndafa Kabi  | Okt. 2010        |
| Nov. 2010              | Li Baojun      | 李宝钧         | | Hu Jintao     | Carlos Gomes Júnior  | Juli 2013        |
| Juli 2013              | Wang Hua       | 王 华          | [ 4 ] | Hu Jintao     | Rui Duarte de Barros |                  |